# Poliakovce
Poliakovce (in ungherese Tapolylengyel, in tedesco Pollendorf, in ruteno Poljakivcy) è un comune della Slovacchia facente parte del distretto di Bardejov, nella regione di Prešov.

## Storia
Citato per la prima volta nel 1414 (con il nome di Polyak) come località in cui si amministrava la giustizia secondo il diritto germanico, all'epoca apparteneva alla Signoria di Kurima che lo cedette ai Cudar signori di Makovica. Secondo la leggenda venne fondato da coloni provenienti dalla Polonia.